# Olga Niedziałek
Olga Niedziałek (30 de junio de 1997) es una deportista de Polonia que compite en atletismo. Ganó una medalla de plata en el Campeonato Europeo de Atletismo Sub-23 de 2019, en la prueba de 20 km marcha.